# 陈家康
陈家康（1913年—1970年7月7日），原名陈宽，曾用名陈有容，湖北广济人，中华人民共和国外交家、曾任中华人民共和国外交部副部长。中共七大候补代表。

## 生平
民族资本家家庭出身。先后在国立武汉大学预科、武汉大学经济系学习。
1950年起任外交部亚洲司副司长、代司长，主持亚洲司工作。1952年任外交部亚洲司司长，参与制定和平共处五项原则、起草关于台湾问题声明等重要文件，参加了中印、中缅边境谈判。1954年作为周恩来率领的中国代表团成员出席日内瓦会议。1955年1月至1956年7月任外交部部长助理兼亚洲司司长。1955年作为代表团顾问参加由29个亚非国家首脑在印度尼西亚万隆举行的会议。1956年6月任中华人民共和国首任驻阿拉伯埃及共和国大使。其间埃及与叙利亚一度合并并简称阿联时，既任大使，又兼任驻也门王国公使。在任期间广交非洲及西亚各国代表人士，推动中国与叙利亚、也门、伊拉克、阿尔及利亚、苏丹及黎巴嫩、埃塞俄比亚等国建立外交关系，对开展中国在西亚非洲地区外交活动做了大量重要工作。1965年底奉调回国。1966年1月至1970年7月任外交部副部长。
文化大革命中受迫害。1970年7月7日因病在湖南茶陵外交部干校逝世。
1980年彻底平反，恢复名誉。。

## 荣誉
- 阿拉伯聯合共和國
  -  大绶级共和国勋章（1963年12月14日于开罗）[3]